# Pavetta inandensis
Pavetta inandensis är en måreväxtart som beskrevs av Cornelis Eliza Bertus Bremekamp. Pavetta inandensis ingår i släktet Pavetta och familjen måreväxter. Inga underarter finns listade i Catalogue of Life.